# Condado de Caswell
El condado de Caswell (en inglés: Caswell County, North Carolina), fundado en 1777, es uno de los 100 condados del estado estadounidense de Carolina del Norte. En el año 2000 tenía una población de 23 501 habitantes con una densidad poblacional de 21 personas por km². La sede del condado es Yanceyville.

## Geografía
Según la Oficina del Censo, el condado tiene un área total de 1109 km² (428,2 mi²), de la cual 1101 km² (425,1 mi²) es tierra y 10 km² (3,9 mi²) es agua.

### Condados adyacentes y ciudades independientes
- Danville norte
- Condado de Pittsilvania norte
- Condado de Halifax noreste
- Condado de Person este
- Condado de Orange sureste
- Condado de Alamance suroeste
- Condado de Rockingham oeste

## Demografía
En el 2000 la renta per cápita promedia del condado era de $35 018, y el ingreso promedio para una familia era de $41 905. El ingreso per cápita para el condado era de $16 470. En 2000 los hombres tenían un ingreso per cápita de $28 96 contra $22 339 para las mujeres. Alrededor del 14,40% de la población estaba bajo el umbral de pobreza nacional.

## Lugares

### Municipios
El condado se divide en nueve municipios: Municipio de Anderson, Municipio de Dan River, Municipio de Hightowers, Municipio de Leasburg, Municipio de Locust Hill, Municipio de Milton, Municipio de Pelham, Municipio de Stoney Creek y Municipio de Yanceyville.

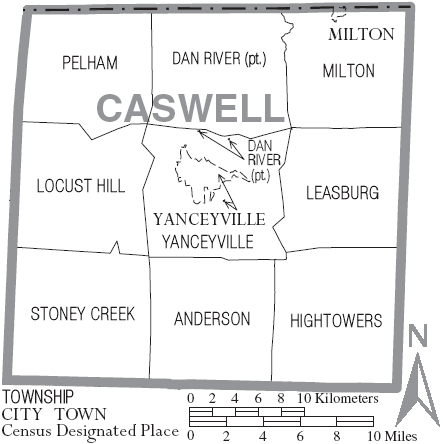
Mapa del condado de Caswell, Carolina del Norte con etiquetas municipales y municipio.

### Ciudades
- Milton
- Yanceyville

### Áreas no incorporadas
- Casville
- Leasburg
- Pelham
- Prospect Hill
- Purley
- Semora
- Cherry Grove
- Blanch